# Sandia (provincie)
Sandia is een provincie in de regio Puno in Peru. De provincie heeft een oppervlakte van  11.862 km² en telt 70.548 inwoners (2015). De hoofdplaats van de provincie is het district Sandia.

## Bestuurlijke indeling
De provincie Sandia is verdeeld in tien districten, UBIGEO tussen haakjes:
- (211209) Alto Inambari
- (211202) Cuyocuyo
- (211203) Limbani
- (211204) Patambuco
- (211205) Phara
- (211206) Quiaca
- (211207) San Juan Del Oro
- (211210) San Pedro de Putina Punco
- (211201) Sandia, hoofdplaats van de provincie
- (211208) Yanahuaya

Azángaro · Carabaya · Chucuito · El Collao · Huancane · Lampa · Melgar · Moho · Puno · San Antonio de Putina · Sandia · San Román · Yunguyo